# Иванов, Степан Антонович
Степан Антонович Иванов (17 марта 1916, село Сивково, Ишимский уезд, Тобольская губерния, Российская империя — 22 июля 1993, село Дашко-Николаевка, Тайыншинский район, Северо-Казахстанская область, Казахстан) — комбайнёр Красноармейской МТС Кокчетавской области, Казахская ССР. Герой Социалистического Труда (1951). Депутат Верховного Совета Казахской ССР.

## Биография
Родился в 1916 году в крестьянской семье в селе Сивково Ишимского уезда (сегодня на территории Кызылжарского района Северо-Казахстанской области). Окончил четыре класса местной начальной школы. С раннего возраста трудился в частном сельском хозяйстве. С 1929 года — водовоз в колхозе «Красный Октябрь» Петропавловского округа. В 1934 году обучался на курсах механизации в Петропавловске, по окончании которых трудился с 1935 года на гусеничном тракторе «ЧТЗ-60» в зерносовхозе имени Кирова Байнеткорского района. С 1936 года после женитьбы проживал в селе Дашко-Николаевка.
С 1938 года проходил срочную службу в Красной Армии. Участвовал в пограничных боях с японскими войсками на Дальнем Востоке. После начала Великой Отечественной войны служил в запасном сапёрно-пантонном полку в Комсомольске-на-Амуре. Летом 1944 года участвовал в боях Великой Отечественной войны. После получения в декабре 1944 года черепно-мозговой травмы был комиссован.
С 1945 года трудился механизатором в колхозе «Красный пахарь» Чкаловского района. С 1946 года — комбайнёр Красноармейской МТС. В 1950 году во время уборочной за 35 дней намолотил на комбайне «Сталинец-6» 7221 центнера зерновых и 249 центнеров семян трав. Указом Президиума Верховного Совета СССР от 21 августа 1951 года удостоен звания Героя Социалистического Труда за «достижение высоких показателей на уборке о обмолоте зерновых культур и семян трав» с вручением ордена Ленина и золотой медали «Серп и Молот» (№ 6651).
Этим же указом званием Героя Социалистического Труда был награждён комбайнёр Красноармейской МТС Иосиф Адольфович Женский.
Избирался депутатом Верховного Совета Казахской ССР, Кокчетавского областного и Чкаловского районного Советов депутатов трудящихся в и 1950 году — членом Президиума Советского комитета защиты мира.
После реорганизации Красноармейской МТС трудился комбайнёром в колхозе «14-й год Октября». Отличался чрезвычайною скромностью: во время составления многотомного сборника о героях Социалистического Труда Казахской ССР отказался встретиться с редакторами, в результате чего это издание вышло без статьи о нём. Воспитал шестерых детей.
После выхода на пенсию в 1978 году проживал в селе Дашко-Николаевка Тайыншинского района. Умер в июле 1993 года. Похоронен на местном сельском кладбище.
Награды
- Герой Социалистического Труда
- Орден Ленина
- Медаль «За трудовую доблесть» (11.01.1957)